# No Man’s Land (Kornwalia)
No Man’s Land – osada w Anglii, w Kornwalii. Leży 85 km na wschód od miasta Penzance i 327 km na południowy zachód od Londynu.